# Amaurolimnas concolor
Il rallo unicolore o rallo uniforme (Amaurolimnas concolor Sharpe, 1893), unica specie del genere Amaurolimnas Gosse, 1847, è un uccello della famiglia dei Rallidi originario dell'America centro-meridionale.

## Tassonomia
Attualmente vengono riconosciute tre sottospecie di rallo unicolore, una delle quali scomparsa recentemente:
- A. c. concolor † (Gosse, 1847) (Giamaica);
- A. c. guatemalensis (Lawrence, 1863) (dal Messico meridionale all'Ecuador);
- A. c. castaneus (Pucheran, 1851) (Venezuela, Guiana, Brasile e regioni orientali di Perù e Bolivia).

## Descrizione
Il rallo unicolore misura 20,3–22 cm di lunghezza e pesa 115 g. È un piccolo rallo di colore bruno-rossiccio scuro. Le regioni superiori sono di un bruno-ruggine scuro e le ali sono marroni; la faccia e la gola sono di colore camoscio-cannella, il collo e le regioni inferiori sono bruno-rossicce, ma con una tonalità più rossa di quella delle regioni superiori. Il becco, breve e robusto, è giallo-verdastro; le zampe sono rossastre.

## Distribuzione e habitat
Il rallo unicolore occupa un areale discontinuo che dal Messico meridionale giunge fino all'Ecuador occidentale; altre popolazioni sono presenti nelle regioni orientali della Bolivia, in Guyana, nell'Amazzonia e nel Brasile sud-orientale. La sottospecie A. c. concolor, endemica della Giamaica, è scomparsa attorno al 1881.
Vive prevalentemente nelle zone umide della foresta pluviale.

## Biologia
Il rallo unicolore è una specie di foresta o di boscaglia che solo raramente abbandona la sicurezza della fitta copertura di vegetazione. Come altri piccoli Rallidi, si muove cautamente, con movimenti spasmodici, e tende ad agitare la breve coda, soprattutto quando è spaventato. Va in cerca di cibo tra la lettiera di foglie e le distese sassose, e si nutre di semi, bacche, invertebrati e piccoli vertebrati; a volte immerge il becco nel fango morbido, alla ricerca delle piccole creature in esso nascoste. Il nido è costituito da una rozza struttura di foglie e steli posta alla sommità di un ceppo. Depone 4 uova, di colore camoscio chiaro, con alcune macchie brune e grigie nei pressi del polo maggiore; la nidificazione avviene durante la stagione delle piogge.